# D'Hofstede Swaegh
d'Hofstede Swaegh is een stolpboerderij aan de Dorpsstraat 14 in het Noord-Hollandse Zwaag, gemeente Hoorn. De boerderij werd omstreeks 1840 gebouwd en is in 1971, onder de toenmalige naam Wulframhoeve, ingeschreven als rijksmonument.

## Exterieur

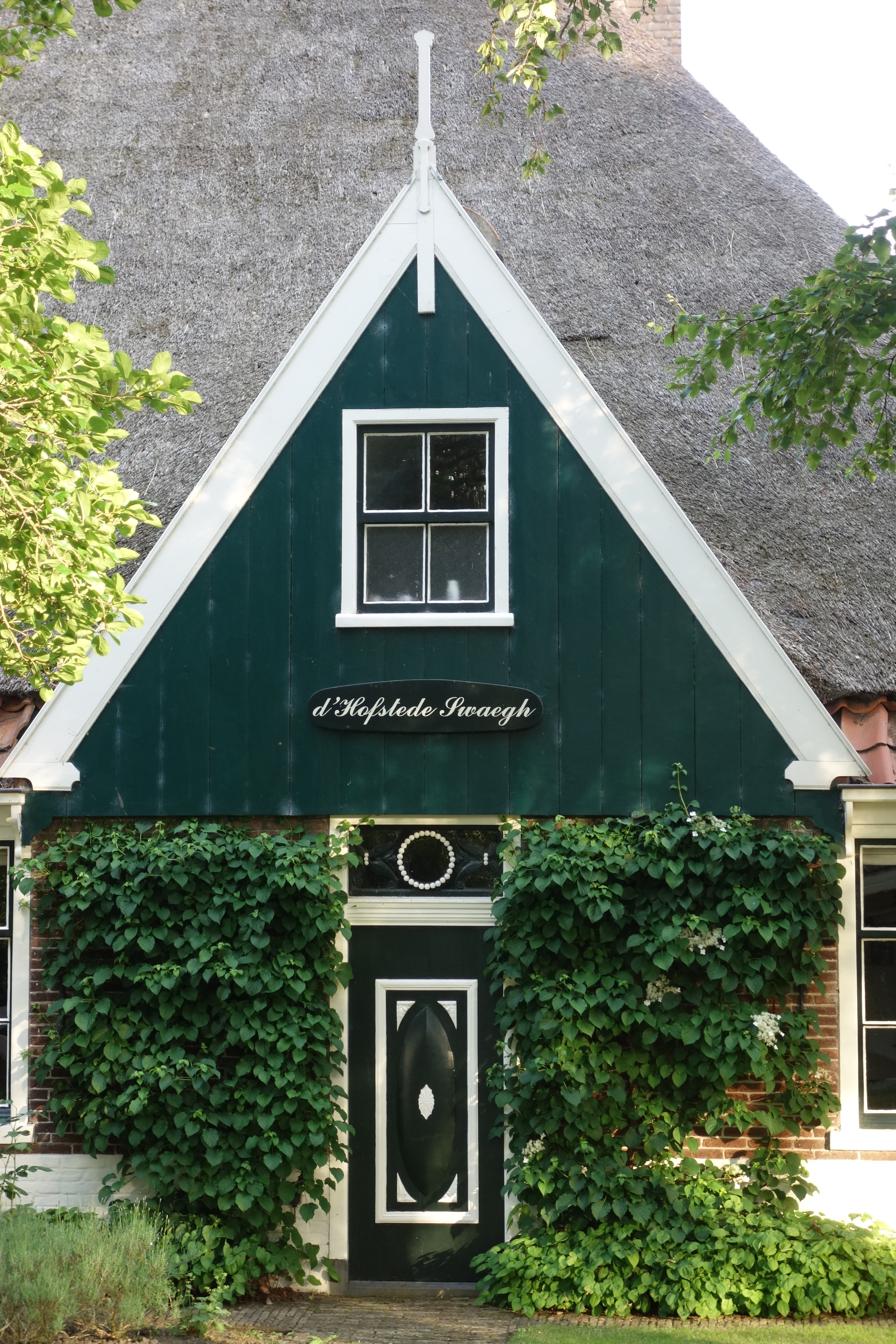
De uitspringende puntgevel met deurpartij

De stolpboerderij heeft een gemetselde voorgevel, welke symmetrisch is in opzet. In het midden van de voorgevel springt een houten puntgevel uit, hierin is de voordeur opgenomen. Het is eigenlijk een rouw- en trouwdeur, want hij is niet voor het dagelijks gebruik bedoeld. Het deurkalf is geprofileerd en het bovenlicht er direct boven is voorzien van snijwerk. De vensters aan weerszijden van de voordeur zijn uitgevoerd als 9-ruits schuifvensters, typisch voor de bouwtijd van de boerderij.
Geheel links in de gevel springt de toegang van de dars naar achteren, waardoor de deuren daarvan hoger zijn dan de gevel. Door de plaatsing van de darsdeuren in de voorgevel, is dit een stolpboerderij van het West-Friese type. In de darsdeuren is een zogenaamd mandeurtje geplaatst. De zijgevel hier is van gepotdekselde houten planken.
Het dak is met riet gedekt, alleen de zuidelijke en zuidwestelijke dakvlakken hebben een spiegel van rode dakpannen. Onder het Zuidelijke dakvlak ligt ook een dwarseind.